# TV/EP
TV/EP is een ep van de Amerikaanse ska-punkband Less Than Jake. Het album bestaat uit covers van bekende reclamedeuntjes en openingsnummers voor televisieseries. Het werd uitgegeven op 12 oktober 2010 via Sleep It Off Records op (gekleurd) 7-inch vinyl en cd.

## Nummers
1. "Channel 1" ("Leave It All to Me" van iCarly) - 1:12
2. "Channel 2" (reclamemuziek voor Hungry Hungry Hippos) - 0:30
3. "Channel 3" (openingsnummer van Animaniacs) - 1:05
4. "Channel 4" (reclamemuziek voor Big Macs) - 0:23
5. "Channel 5" (openingsnummer van Diff'rent Strokes) - 0:54
6. "Channel 6" ("Boss of Me" van Malcolm in the Middle) - 0:40
7. "Channel 7" (reclamemuziek voor ontbijtgranen van General Mills) - 0:33
8. "Channel 8" (openingsnummer van Scooby-Doo, Where Are You!) - 0:55
9. "Channel 9" (reclamemuziek voor KitKats) - 0:11
10. "Channel 10" (openingsnummer van SpongeBob SquarePants) - 0:43
11. "Channel 11" ("In the Street" van That '70s Show) - 0:53
12. "Channel 12" (reclamemuziek voor hotdogs Oscar Mayer) - 0:30
13. "Channel 13" ("Love and Marriage" van Married... with Children) - 0:46
14. "Channel 14" (reclamemuziek van Toys "R" Us) - 0:28
15. "Channel 15" ("Making Our Dreams Come True" van Laverne & Shirley) - 1:15
16. "Channel 16" (reclamemuziek voor FreeCreditReport.com) - 0:33